# Maypacius roeweri
Maypacius roeweri är en spindelart som beskrevs av Patrick Blandin 1975. Maypacius roeweri ingår i släktet Maypacius och familjen vårdnätsspindlar.
Artens utbredningsområde är Kongo. Inga underarter finns listade i Catalogue of Life.